# Ардијан Кознику
Ардијан Кознику (алб. Ardian Kozniku; Ђаковица, 27. октобар 1967) је хрватски фудбалски тренер и бивши професионални фудбалер албанског порекла.